# سمير الجندي
سمير صابر الجندي (ولد في 29 تشرين الثاني 1958 في القدس)، هو كاتب وناشر فلسطيني أسس دار الجندي للنشر وله عدة كتابات أدبية ونقدية.

## نشأته وتعليمه
ولد عام 1985 في القدس الشرقية لأبوين ضريرين لاجئين من قرية دير ياسين، وتلقى فيها تعليمه المدرسي في مدرسة الأيتام الإسلامية. حصل على دبلوم تربية وبكالوريوس في الأدب العربي من جامعة القدس، وماجستير لغة عربية في النقد الحديث، ويعمل اليوم محاضرا في جامعة القدس.

## العمل الثقافي
أسس دار الجندي للنشر والتوزيع، وتعرف الدار نفسها بأنها أُسست لدعم الأدباء والكتّاب الفلسطينيين وتسعى إلى المساهمة في الحفاظ على هوية القدس الثقافية ومساعدة الكتاب الشبّان في نشر أعمالهم.

## العمل النقابي
شارك في تأسيس الاتحاد العام للمعلمين الفلسطينيين في الأراضي المحتلة، وهو رئيس نقابة العاملين في قطاع التعليم الخاص في القدس، وعضو الاتحاد العام للكتاب والأدباء الفلسطينيين.سمير الجندي أحد أعضاء ندوة اليوم السابع – المسرح الوطني الفلسطيني، ويساهم بكتابات في الصحف والمجلات المحلية والدولية. كما يكتب الجندي مدونات عبر الصفحات الالكترونية، وله دراسات أدبية نقدية وأوراق عمل نشرت عبر الصفحات الإلكترونية. شغل سمير الجندي عدة مناصب في العمل النقابي، كما قام بتمثيل فلسطين في العديد من المؤتمرات الدولية والعالمية. 

## مؤلفات أدبية ونقدية
- الطوفان، قصص قصيرة، الدار للنشر والتوزيع، القدس، 2006
- نبضات، قصص قصيرة، الاتحاد العام للكتاب والأدباء الفلسطينيين، القدس، 2008
- خلود، رواية، دار الجندي للنشر والتوزيع، القدس، 2009، ISBN 9789950835292
- باب العامود، مجموعة قصصية، دار الجندي للنشر والتوزيع، القدس، 2011 ، ISBN 9789950383302 ، وقد ترجمت الرواية إلى الإنكليزية على يد محمد أشرف البوحسيني.[7]
- الرواية الفلسطينية والتراث روايات ديمة السّمان أنموذجًا، دار الجندي للنشر والتوزيع، القدس، 2011، ISBN 9789950383005
- درج الطابونة، 2012[8]
- حوش الشاي2013
- المنهج الأسلوبي بين النظرية والتطبيق 2013
- فانتازيا، دار الجندي للنشر والتوزيع، القدس، 2016، ISBN 9789950020085
- حواء في دبي، دار الجندي للنشر والتوزيع، القدس، 2014، ISBN 9789950835234

## جوائز
- جائزة القدس زهرة المدائن، 2008 من اتحاد المثقفين الفلسطينيين، 2008 - لأفضل نصوص أدبيةـ على كتابه «نبضات».[2]
- جائزة أفضل دار نشر في معرض الشارقة للكتاب، 2015[9]